# Bukownica (województwo lubelskie)
Bukownica – wieś w Polsce położona w województwie lubelskim, w powiecie biłgorajskim, w gminie Tereszpol.
| SIMC    | Nazwa          | Rodzaj    |
| ------- | -------------- | --------- |
| 0901921 | Bukownica Mała | część wsi |

Bukownica leży na Biłgorajszczyźnie i jest otoczona przez lasy Puszczy Solskiej. Krzyżują się tu drogi powiatowe nr 2920L (Hedwiżyn – Bukownica – Aleksandrów) i 2921L (Tereszpol-Zaorenda – Smólsko Małe). W latach 1975–1998 miejscowość administracyjnie należała do województwa zamojskiego.
Według Narodowego Spisu Powszechnego z marca 2011 liczyła 193 mieszkańców i była najmniejszą miejscowością gminy Tereszpol. Wieś stanowi sołectwo gminy Tereszpol.
Od 1929 w Bukownicy istnieje Ochotnicza Straż Pożarna, posiadająca remizę wybudowaną w 1963.
W latach 1914–1971 funkcjonował tu przystanek kolei wąskotorowej łączącej Biłgoraj ze Zwierzyńcem.
Wierni Kościoła rzymskokatolickiego należą do parafii Matki Bożej Częstochowskiej w Tereszpolu.